# バクストン (オレゴン州)
バクストン（英: Buxton）は、アメリカ合衆国オレゴン州ワシントン郡に属する非法人共同体である。オレゴン州道47号線の近くに位置する。
バクストンは、ヘンリー・T・バクストンが1884年に初めて定住し、バクストン家の名前が付けられた。また、ヘンリー・T・バクストンの父も開拓者で名をヘンリー・バクストンといった。郵便局が建ったのは1886年12月27日で、ヘンリー・T・バクストンが初代郵便局長となった。バクストンの名は、町の東方、メンデルホール川の近くあったポートランド・アストリア・アンド・パシフィック鉄道の駅名にも用いられた。郵便局は少なくとも1976年までは営業し、ZIPコードも97109として定められていた。

## 交通
- アップルバレー空港
- バンクス＝バーノニア州立トレイルのバクストン・トレイルヘッド

## 見所
- L・L・”スタブ”・スチュワート州立公園